# Крилова Ольга Іллівна
Ольга Іллівна Крило́ва (нар. 25 травня 1920, Київ — пом. 2003, Київ) — українська художниця, членкиня Спілки радянських художників України з 1951 року.

## Біографія
Народилася 25 травня 1920 року в місті Києві (нині Україна). 1949 року закінчила Київський художній інститут, де навчалася, зокрема, у Олексія Шовкуненка, Тетяни Яблонської, Михайла Іванова.
Упродовж 1964—1971 працювала викладачкою Київського вечірнього факультету Українського поліграфічного інституту. Жила в Києві, в будинку на вулиці Новонаводницькій, № 8а, квартира № 1, та в будинку на вулиці Січневого повстання, № 46, квартира № 1. Була одружена зі скульптором Іваном Шаповалом. Померла в Києві у 2003 році.

## Творчість
Працювала в галузі станкового живопису та книжкової графіки, створювала портрети, тематичні картини, пейзажі та натюрморти в реалістичному стилі. Серед робіт:
живопис
- «Колгоспні доярки» (1949);
- «Портрет Героя Соціалістичної Праці доярки Марії Харитонівни Савченко» (1951);
- «За завданням» (1952);
- «Колгоспниця» (1957);
- «Домашній концерт» (1957);
- «Юний музика» (1959);
- «Рибалка» (1960);
- «Осінній ранок» (1960);
- «Арсеналець» (1964);
- «Весняне сонце» (1964);
- «Натюрморт із старим глечиком» (1967, папір, акварель);
- «Жіночий портрет» (1968);
- «Яблуні» (1970);
- «Коні у загоні» (1970);
- «Стара вулиця» (1970);
- «Стара хата» (1971);
- «Натюрморт із вазою» (1971);
- «Золотавий Седнів» (1971);
- «Молодий робітник» (1971);
- «Стара» (1971, папір, акварель);
- «Робітник» (1971);
- «На мосту» (1971);
- «Колгоспна ферма» (1971);
- «Стара» (1972);
- «Весняний настрій» (1972);
- «Дівчина» (1972);
- «Вечірнє сонце» (1972);
- «Синій Седнів» (1972).

оформлення та ілюстрації до книг
- «Громове дерево» Романа Лубківського (1967);
- «У нашої Наталі» Олени Журливої (1969).

Брала участь у республіканських виставках з 1949 року. Персональна виставка відбулася у Києві у 1999 році.